# Kaélé
Pour les articles homonymes, voir Kaele.
Kaélé est une commune du Cameroun située dans la région de l'Extrême-Nord et chef-lieu du département du Mayo-Kani, à proximité de la frontière avec le Tchad. Elle possède un climat désertique chaud et sec (Bwh) selon la classification de koppen-geiger. La température moyenne à kaele est de 30,8⁰C. La saison pluvieuse est très chaud oppressant et couverts et la saison sèche est caniculaire et partiellement nuageux

## Population
Lors du recensement de 2005, la commune comptait 105 504 habitants, dont 15 810 pour Kaélé Ville.

## Chefferie
Kaele est une chefferie de 1er degré. Le Lamido de Kaélé se nomme Douzoumbo Ahmadou Wabi

## Structure administrative de la commune
Outre Kaélé proprement dit, la commune comprend notamment les localités suivantes :

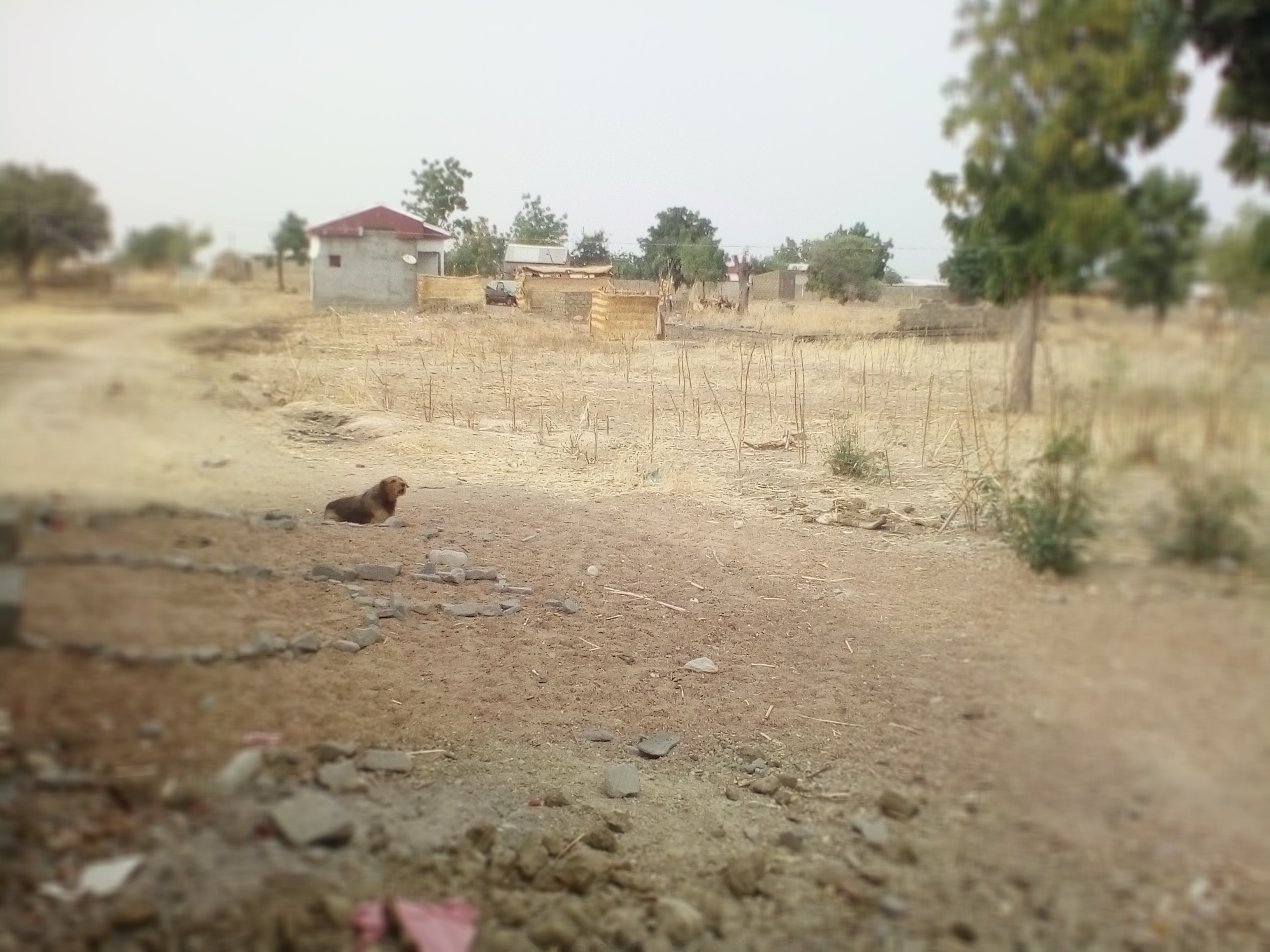
Kaélé dans l'extrême nord du Cameroun

- Bipaing
- Bissélé
- Boboyo
- Bololo
- Dardao
- Djagara
- Djidoma
- Doumrou
- Foulou
- Gaban
- Gadas
- Gohing
- Goubara
- Kassilé
- Kouroung
- Lara
- Léra
- Mahay
- Manoré
- Matchiolta
- Mazang
- Midjivin
- Mindjil
- Moumour
- Moundjoui
- Piwa
- Sokoy
- Vaza
- Zakalang
- Zouzoui

## Personnalités liées à la commune
- Anatole Maïna, Secrétaire général de la Fonction publique et de la Reforme administrative. Il a été nommé par décret présidentiel du 20 juillet 2018.
- Zakiatou Djamo épse Salé, née en 1958, est une femme politique camerounaise. Elle est élue sénatrice au Parlement du Cameroun en avril 2018.
- Marthe Wandou avocate et militante camerounaise pour la paix et pour les droits des femmes, prix Right Livelihood Award, née à Kaélé en 1963.
- Hele Pierre, Ministre de l'environnement et de la protection de la nature depuis 2004.

## Sites touristiques
- Le Lac au Crocodiles de Kaele
- Hotel Les Logis de Kaele

## Galerie

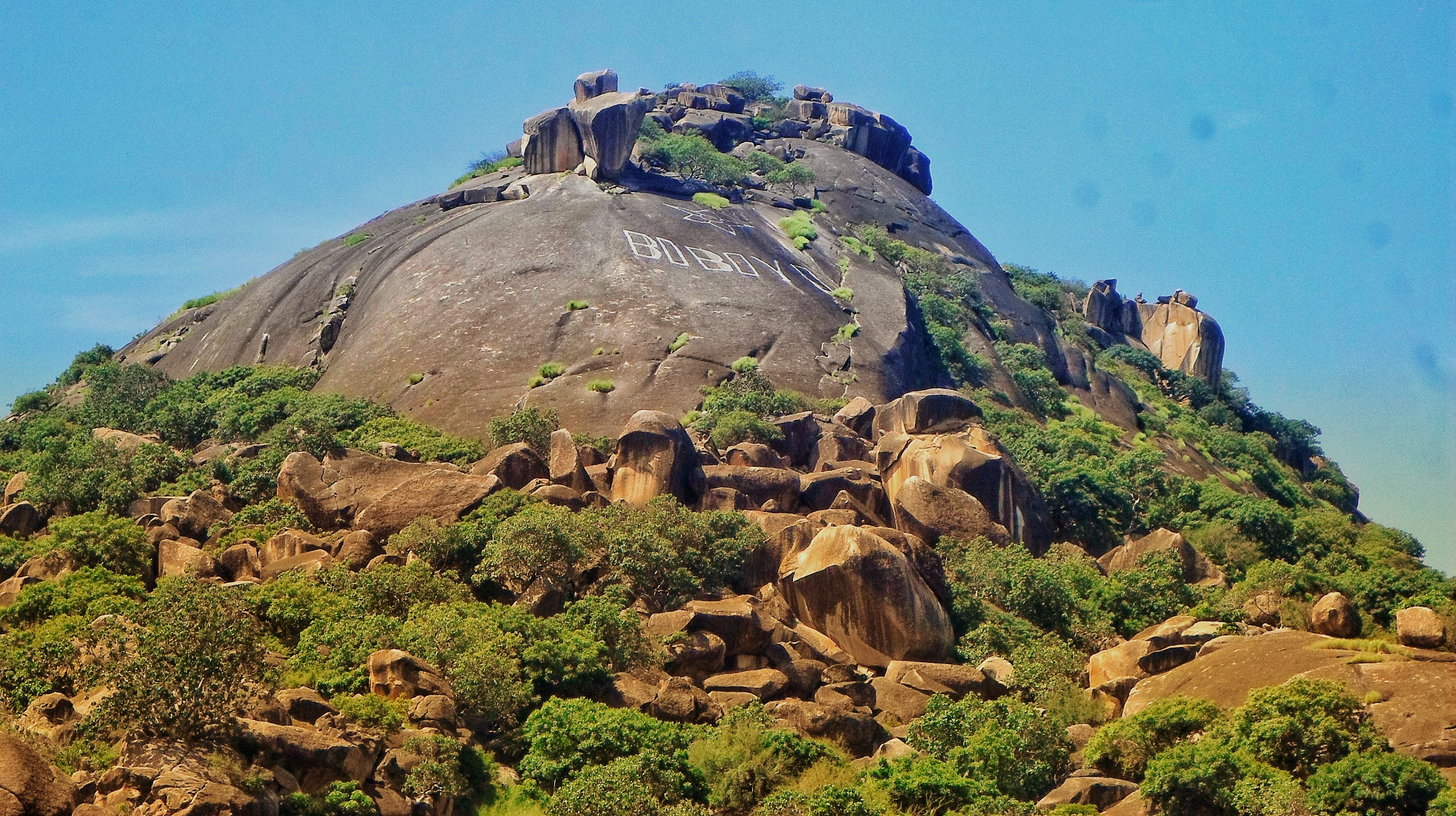
Mont Boboyo
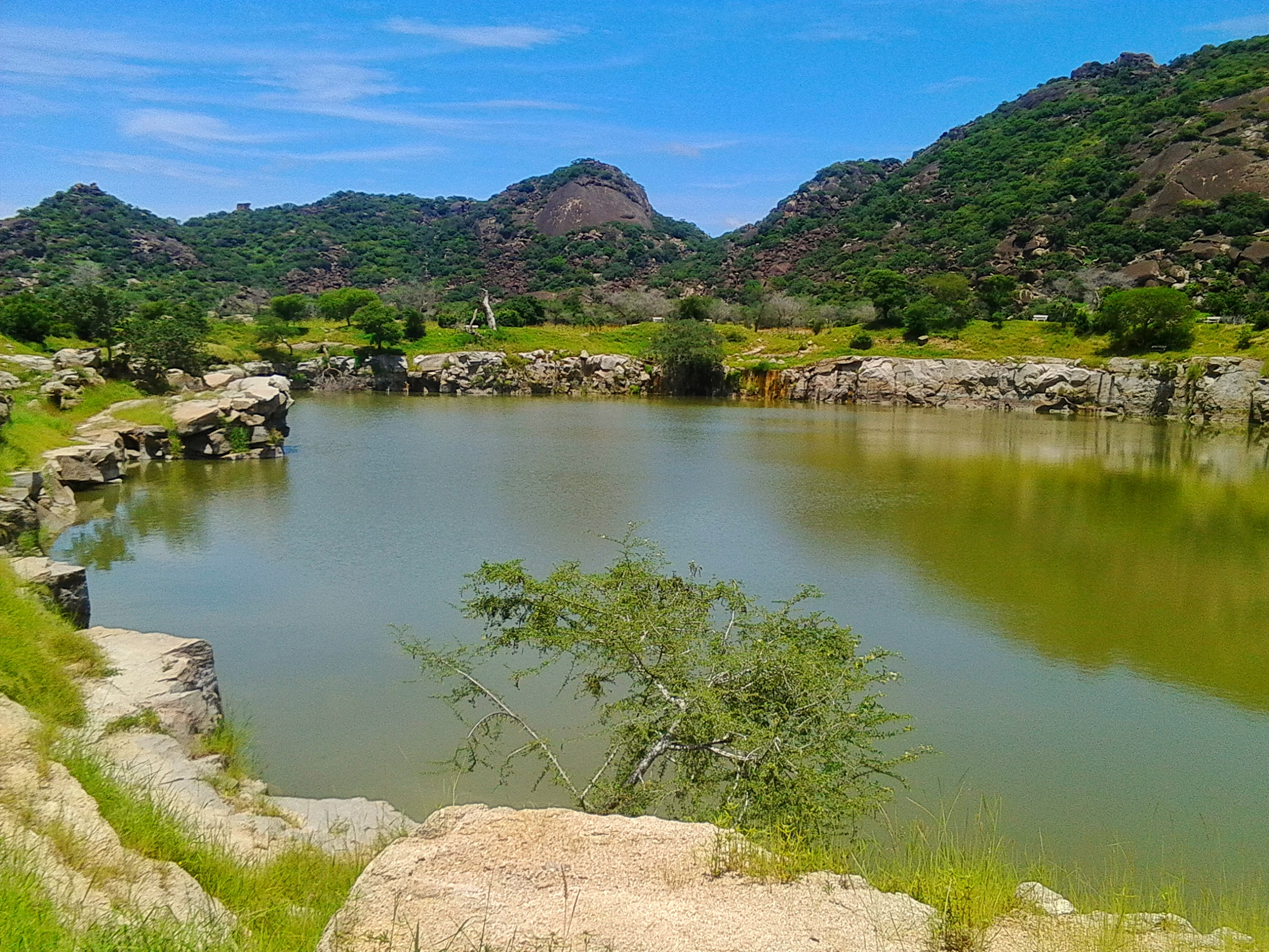
Lac Boboyo